# Ana Sátila
Ana Sátila (Iturama, 1996. március 13. –) brazil kenus. A 2012. évi nyári olimpiai játékokon női szlalom kajak egyesben a 16. helyen végzett.